# Cycloseris vaughani
Espèce
Synonymes
- Fungia (Cycloseris) stammi Felix, 1921[2]
- Fungia (Cycloseris) vaughani Boschma, 1923[2]
- Fungia stammi Felix, 1921[2]
- Fungia vaughani Boschma, 1923[2]

Statut de conservation UICN

 LC  : Préoccupation mineure
Cycloseris vaughani est une espèce de coraux de la famille des Fungiidae.

## Publication originale
- Boschma, 1923 : The Madreporaria of the Siboga Expedition IV. Fungia patella. Siboga-Expedition, vol. 16d, pp. 129-148.